# Trhonín
Trhonín je malá vesnice, část obce Svatá Maří v okrese Prachatice v Jihočeském kraji. Nachází se asi 0,8 kilometru jihozápadně od Svaté Maří. Je zde evidováno 33 adres. V roce 2011 zde trvale žilo 66 obyvatel.
Trhonín je také název katastrálního území o rozloze 3,04 km². V katastrálním území Trhonín leží i Vícemily. V tomto katastrálním území leží i osada Bláhov.

## Historie
První písemná zmínka o vesnici pochází z roku 1359.

## Obyvatelstvo
| Rok            | 1869 | 1880 | 1890 | 1900 | 1910 | 1921 | 1930 | 1950 | 1961 | 1970 | 1980 | 1991 | 2001 | 2011 | 2021 |
| -------------- | ---- | ---- | ---- | ---- | ---- | ---- | ---- | ---- | ---- | ---- | ---- | ---- | ---- | ---- | ---- |
| Počet obyvatel | 142  | 122  | 141  | 147  | 181  | 160  | 147  | 103  | 103  | 89   | 72   | 55   | 63   | 66   | 72   |
| Počet domů     | 19   | 20   | 22   | 23   | 24   | 25   | 29   | 28   | 28   | 27   | 24   | 28   | 28   | 32   | 32   |

## Obecní správa
Při sčítání lidu v letech 1850–1955 Trhonín byl osadou obce Boubská, se kterým patřil nejprve do okresu Prachatice, ale v roce 1950 v okrese Vimperk. Od roku 1956 je částí obce Svatá Maří v okrese Prachatice.

## Pamětihodnosti
- Kaple Panny Marie, na návsi
- Usedlost čp. 6
- Usedlost čp. 7

## Fotogalerie

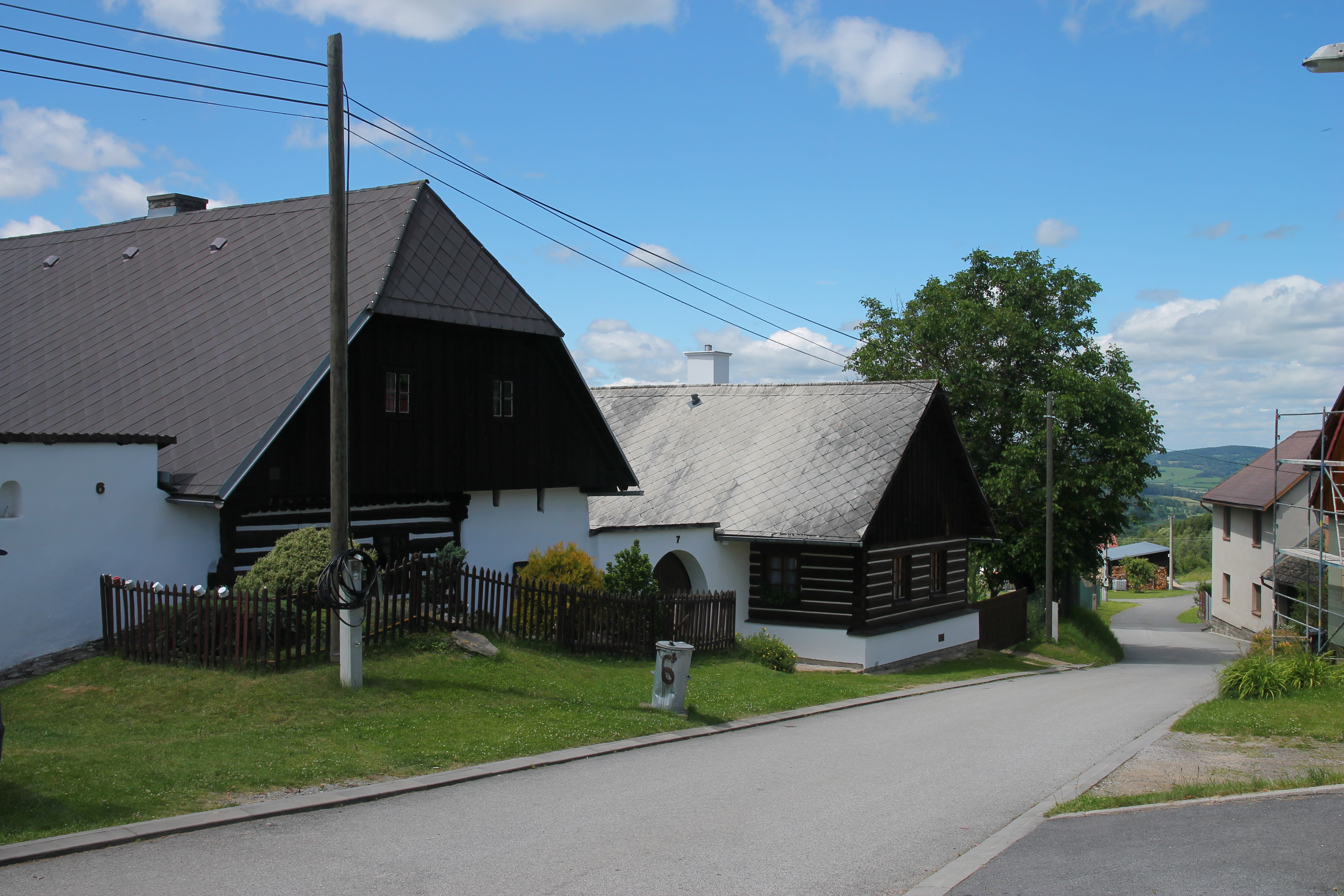
Usedlosti čp. 6 a 7
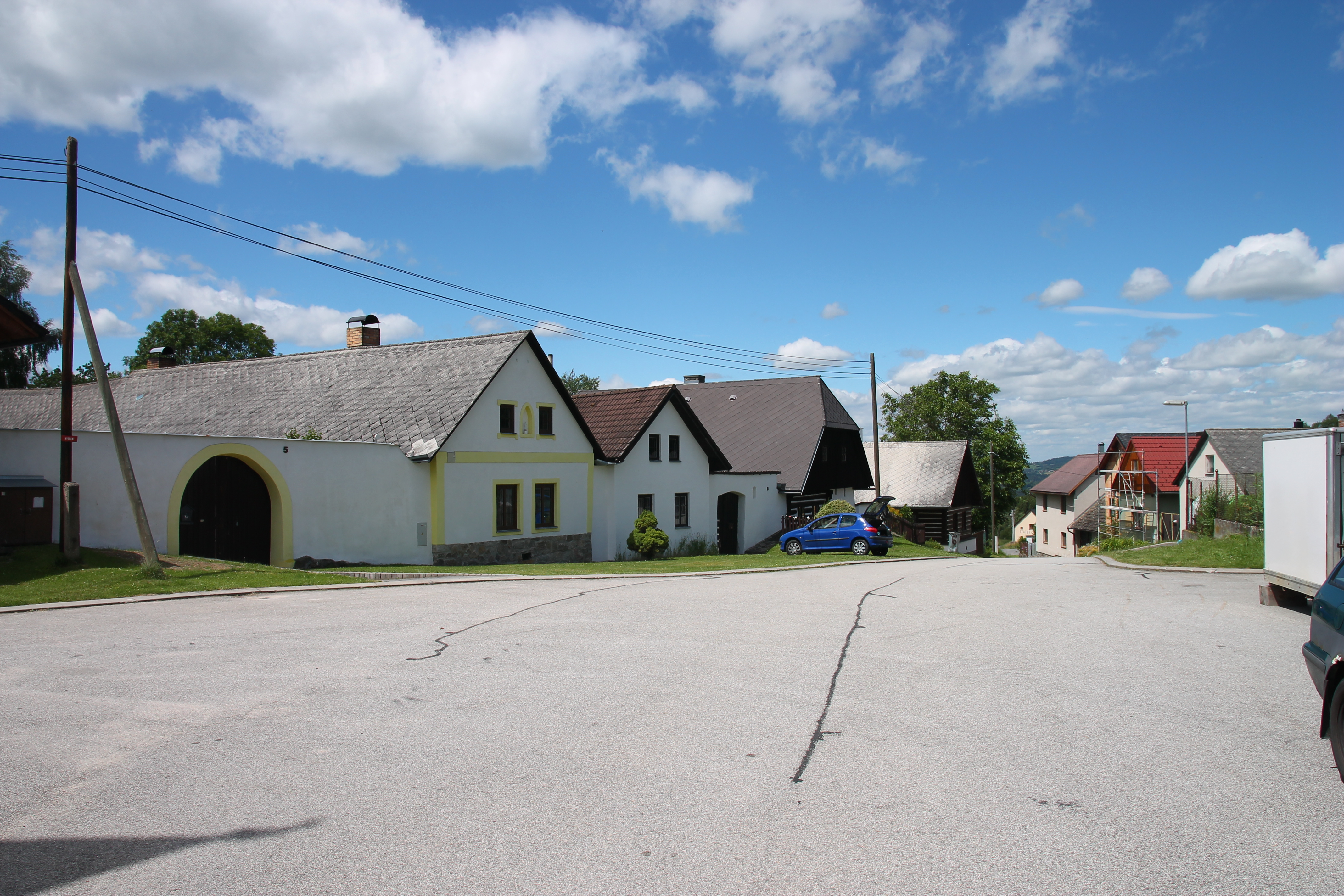
Chalupy ve vesnici
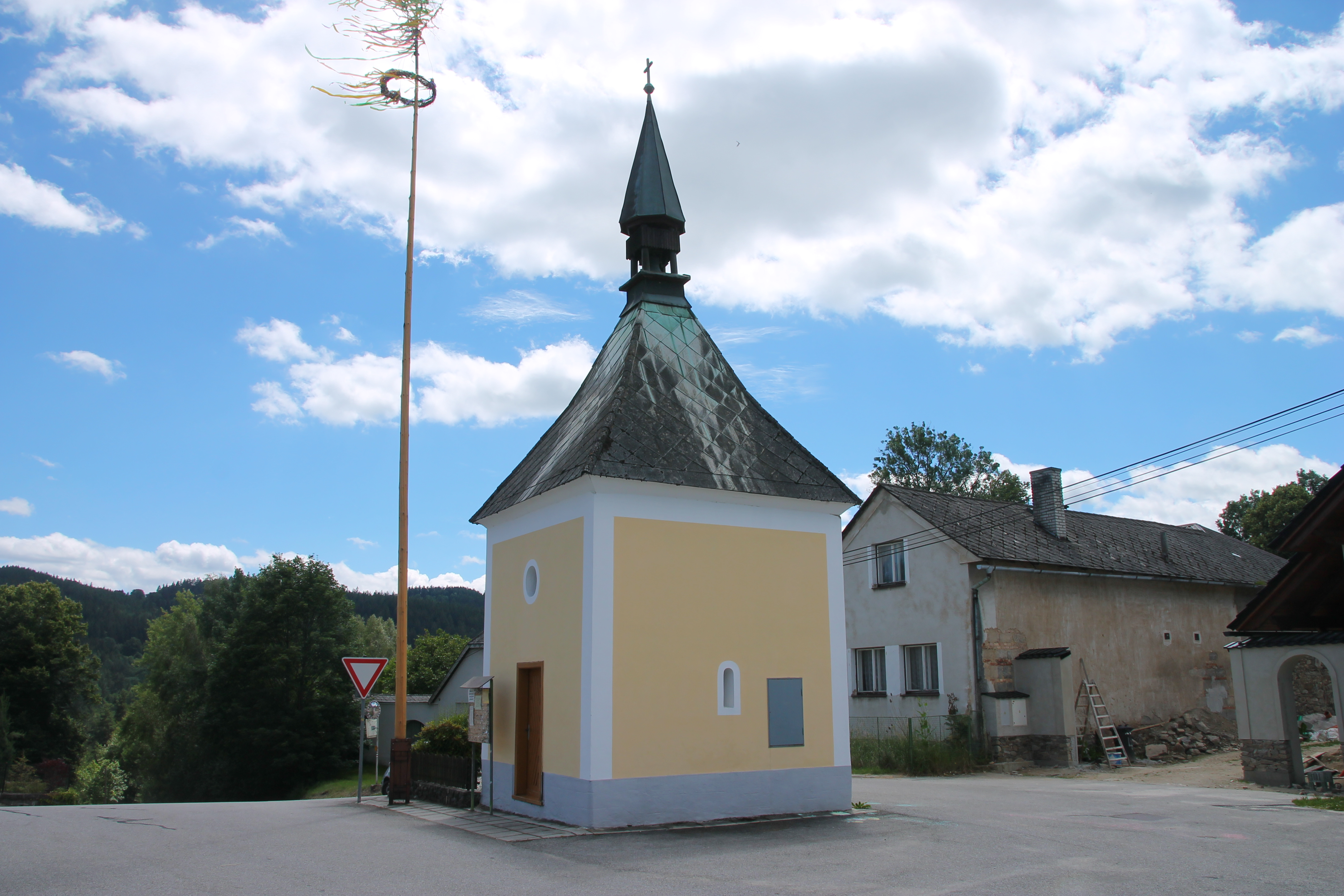
Náves
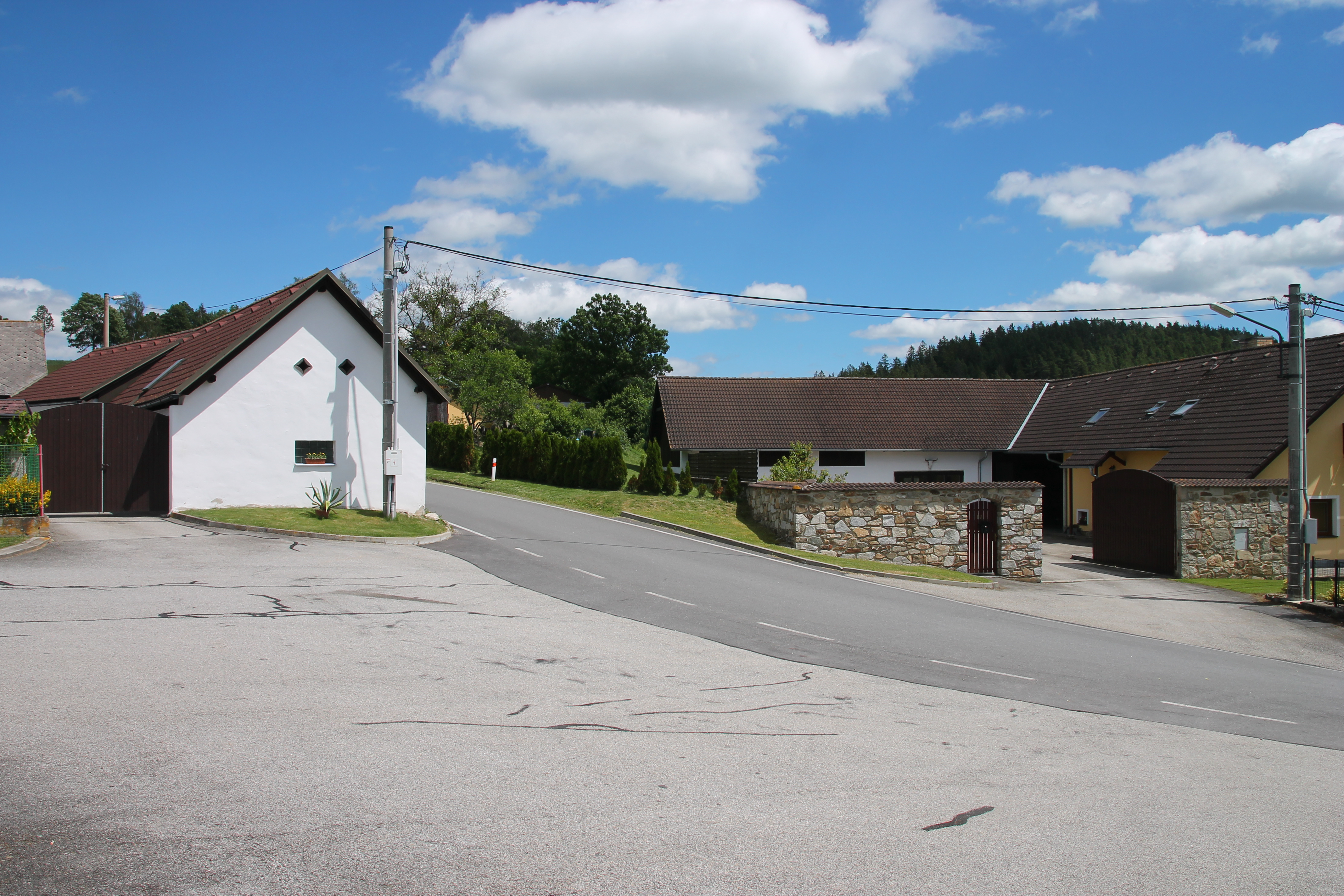
Chalupy u silnice ze Sv. Maří do Vimperka
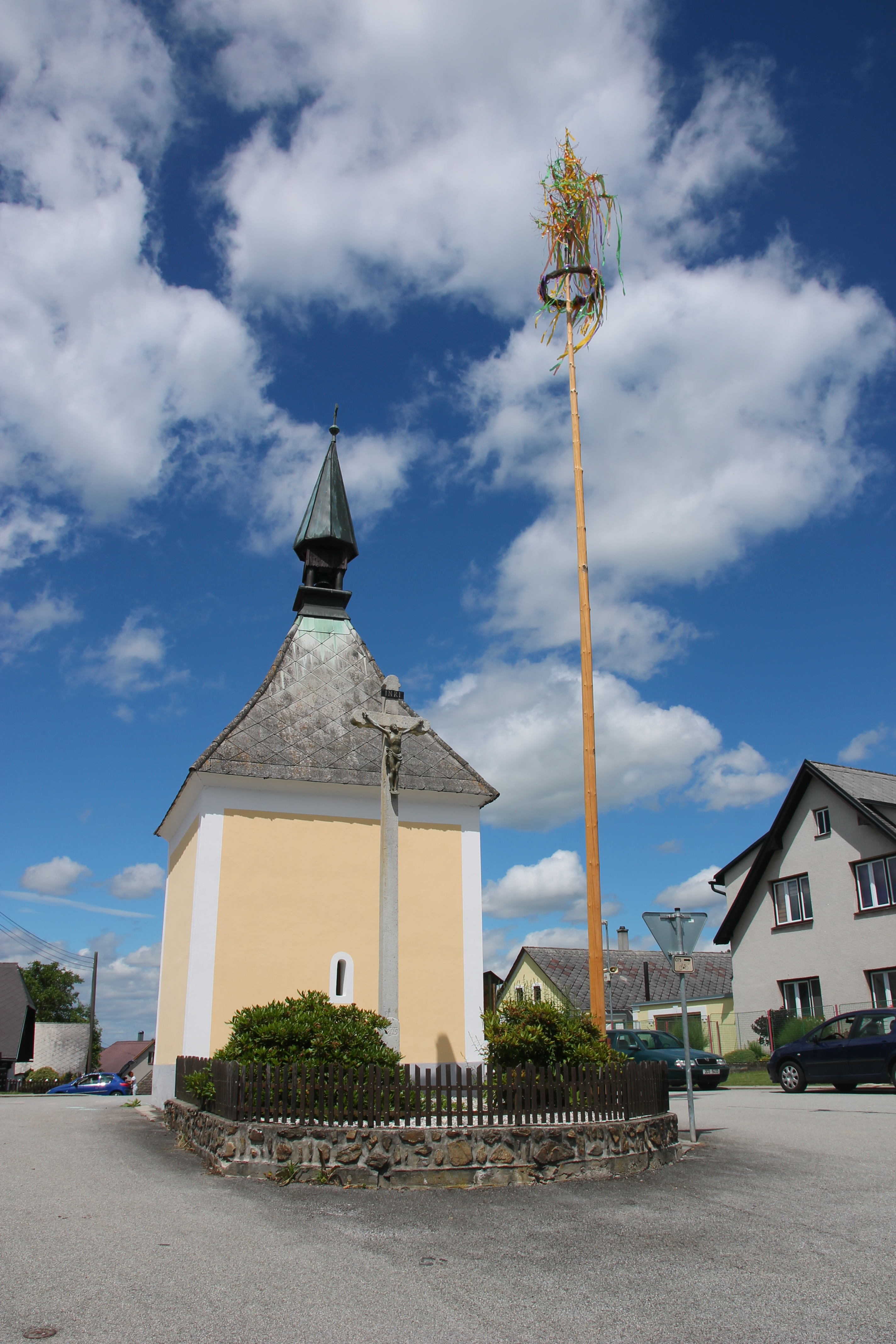
Kaple s májkou